# Kitty Kallen
Pour les articles homonymes, voir Kallen.
Katie Kallen née le 25 mai 1921 à Philadelphie (États-Unis) et morte le 7 janvier 2016 à Cuernavaca (Mexique), est une chanteuse américaine, célèbre notamment dans les années 1940 et 1950. Elle est principalement connue pour sa chanson Little Things Mean a Lot, qui a atteint la première place du classement Billboard en 1954.

## Biographie

### Jeunesse
Kitty Kallen naît dans une famille juive à Philadelphie. Très tôt attirée par la musique, elle participe à des concours de chant radiophoniques qu’elle remporte régulièrement. Elle commence à se faire connaître localement grâce à ses prestations à la radio sur la station WCAU.

### Débuts musicaux
Encore adolescente, elle intègre les orchestres de big band, une scène musicale en plein essor dans les années 1930. Elle chante successivement avec les orchestres de Jack Teagarden, Artie Shaw, Jimmy Dorsey, puis Harry James. Sa voix douce et chaleureuse devient rapidement identifiable dans le paysage musical américain.
Parmi ses premières chansons populaires figurent They're Either Too Young or Too Old, enregistrée pendant la Seconde Guerre mondiale, et Besame Mucho, qu’elle interprète avec l’orchestre de Jimmy Dorsey.

### Succès dans les années 1950
Kitty Kallen atteint l’apogée de sa carrière en 1954 avec la sortie de la chanson Little Things Mean a Lot, qui devient un immense succès aux États-Unis. Le titre se classe numéro un au Billboard et devient disque d’or. Elle enregistre aussi In the Chapel in the Moonlight et If I Give My Heart to You la même année.
Elle figure régulièrement dans les émissions de variétés à la télévision et dans les classements musicaux de l’époque.

### Déclin et retrait
À partir des années 1960, avec l’évolution de la musique populaire, la carrière de Kitty Kallen ralentit. Elle souffre temporairement de problèmes de voix qui l’éloignent de la scène pendant un moment. Elle finit par se retirer de la vie publique, tout en conservant une aura de respect au sein de l’industrie musicale.
Elle a été mariée au publicitaire Bernard Granoff, avec qui elle a eu un fils.

### Décès
Kitty Kallen meurt le 7 janvier 2016 à Cuernavaca, au Mexique, à l’âge de 94 ans.

## Héritage
Kitty Kallen reste une figure marquante de la musique populaire américaine du milieu du XXe siècle. Son style vocal, représentatif de l’époque des big bands, continue d’inspirer les amateurs de jazz et de chanson classique américaine. Son plus grand succès, Little Things Mean a Lot, est considéré comme un standard du répertoire vocal américain.

## Discographie sélective
- Little Things Mean a Lot (1954)
- In the Chapel in the Moonlight (1954)
- If I Give My Heart to You (1954)
- Besame Mucho (avec l’orchestre de Jimmy Dorsey)
- They're Either Too Young or Too Old